# Первомайск (Нижегородска област)
Первомайск (на руски: Первомайск) е град в Русия, административен център на Первомайски район, Нижегородска област. Населението на града към 1 януари 2018 година е 13 496 души.